# Ancienne église Notre Dame du Sacré-Cœur (Valenciennes)
L'ancienne église Notre Dame du Sacré-Cœur est une ancienne église située dans le faubourg de Paris à Valenciennes.

## Historique
L'église est construite en 1879, elle remplace l'ancienne église du faubourg de 1736. À la suite de l'affaissement de l'édifice, il est démoli en 1980, la salle de patronage Sainte-Jeanne-d'Arc est aménagée pour la remplacer.